# Kolossale inktvis
De kolossale inktvis (Mesonychoteuthis hamiltoni) is de grootste bekende inktvissoort. De soort werd ontdekt in 1925, toen er twee tentakels in de maag van een potvis werden gevonden.

## Anatomie en gedrag

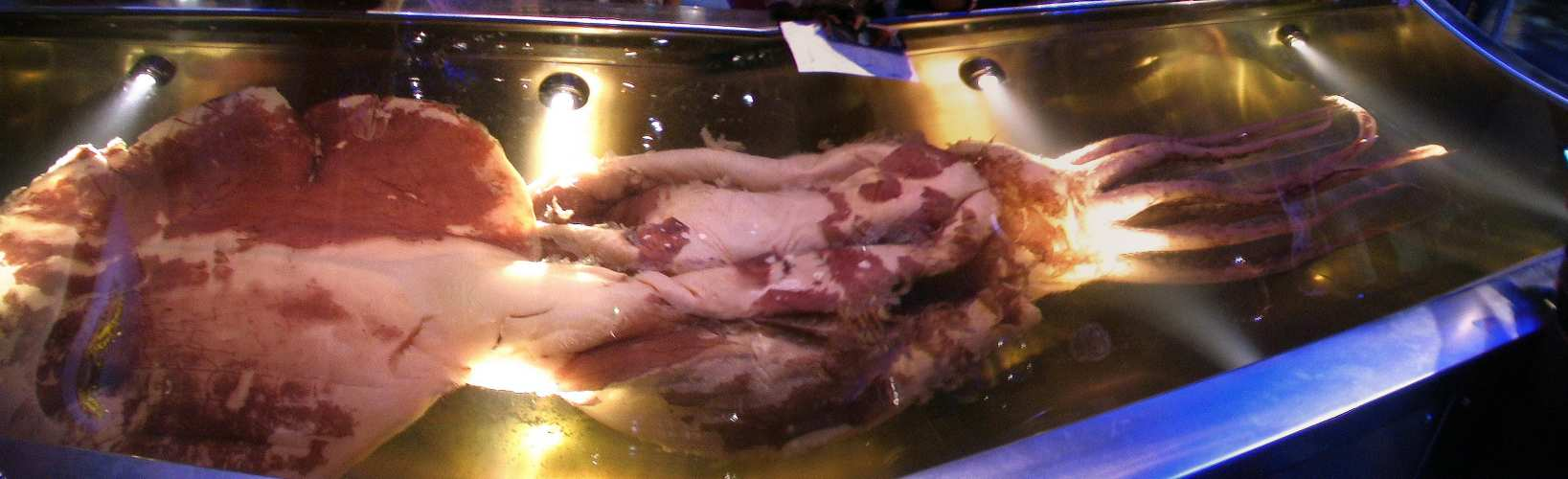
Mesonychoteuthis hamiltoni in Te Papa Museum, Wellington, Nieuw-Zeeland

Er wordt geschat dat de kolossale inktvis een totale lengte kan bereiken van 12 tot 14 meter (dat is inclusief de vangtentakels), wat hem tot de grootste ongewervelde diersoort zou maken. Deze schattingen zijn gebaseerd op onvolgroeide exemplaren en vergelijkingen met andere inktvissoorten.
In 2003 vingen vissers in de Rosszee bij Antarctica een compleet exemplaar. Het werd voor onderzoek overgebracht naar de University of Technology in Auckland (Nieuw-Zeeland). Het onvolgroeide dier had een mantellengte van 2,5 meter, wat groter is dan de maximale lengte van een volwassen reuzeninktvis (2,25 m). De tentakels van de kolossale inktvis zijn echter beduidend korter. Wel is het dier breder en gespierder, wat erop zou kunnen duiden dat het een jager is. Gedragsobservatie is echter de betrouwbaarste manier om dit vast te stellen en dat is tot op heden nog niet gelukt. Een ander opvallend kenmerk is dat de kolossale inktvis op zijn tentakels naast zuignappen ook nog haken heeft, waarmee hij vermoedelijk voorkomt dat zijn prooien hem ontglippen.
In 2007 werd door vissers die in de Rosszee op ijskabeljauwen visten de grootste kolossale inktvis tot dan toe gevangen. Het dier was 10 meter lang en het gewicht ervan werd op 450 kg geschat. De inktvis werd voor onderzoek overgebracht naar Te Papa Tongarewa, het nationale museum van Nieuw-Zeeland, waar het exacte gewicht 495 kg bleek te zijn. De lengte van het dier was groter dan deskundigen hadden verwacht. Op grond daarvan vermoedde een van hen dat het een vrouwelijk dier betrof, aangezien bij de meeste inktvissoorten mannetjes kleiner zijn dan vrouwtjes en hij het onwaarschijnlijk vond dat een vrouwtje nóg groter zou zijn.
De inktvis kan waarschijnlijk op relatief weinig voedsel overleven. Hij zou 300 tot 600 keer minder energie verbruiken dan andere dieren van zijn formaat. Voorts zou hij eerder dieren vangen die toevallig passeren dan dat hij actief jaagt. Zijn grote ogen zouden hem vooral helpen om vijanden te zien.

## Natuurlijke vijanden
Mogelijke natuurlijke vijanden van de kolossale inktvis zijn de potvis en haaien van de familie Somniosidae (sluimer- of ijshaaien). Van potvissen is bekend dat ze duiken tot dieptes van 2000 meter om op reuzeninktvissen te jagen. In januari 2004 publiceerden Franse marien biologen de resultaten van een onderzoek aan 36 dode sluimerhaaien (die zij aanduidden als Somniosus cf. microcephalus, wat betekent "onbekende sluimerhaai, lijkt op de Groenlandse haai"). Daarbij troffen zij in de magen van de haaien resten aan van grote inktvissen, waaronder delen van ten minste 49 kolossale inktvissen. Onbekend is of de sluimerhaaien actief op de kolossale inktvis jagen of het dier als aas eten.
De kolossale inktvis is in maart 2025 voor het eerst gefilmd in zijn habitat, in de diepe wateren van de Zuidelijke Atlantische Oceaan. Het ging om een 30 centimeter lang jong exemplaar.